# Megavolley 2022-2023
Questa voce raccoglie le informazioni riguardanti la Megavolley nelle competizioni ufficiali della stagione 2022-2023.

## Stagione
Nella stagione 2022-23 la Megavolley assume la denominazione sponsorizzata di Megabox Ondulati Del Savio Vallefoglia.
Partecipa per la seconda volta alla Serie A1; chiude la regular season di campionato al nono posto in classifica, qualificandosi per i play-off Challenge Cup: viene eliminata al primo turno dal Pinerolo.

## Organigramma societario
Area direttiva
- Presidente: Ivano Angeli

Area tecnica
- Allenatore: Andrea Mafrici
- Allenatore in seconda: Alessio Simone
- Assistente allenatore: Giacomo Passeri
- Scout man: Matteo Spadoni

Area sanitaria
- Preparatore atletico: Alessandro Bracceschi
- Fisioterapista: Georgi Vasiley Bivolarski

## Rosa
| N° | Nome                | Ruolo | Data di nascita  | Nazionalità sportiva |
| -- | ------------------- | ----- | ---------------- | -------------------- |
| 1  | Vittoria Piani      | O     | 12 febbraio 1998 | Italia               |
| 3  | Eleonora Furlan     | C     | 10 marzo 1995    | Italia               |
| 4  | Giulia Carraro      | P     | 25 luglio 1994   | Italia               |
| 5  | Andrea Drews        | O     | 25 dicembre 1993 | Stati Uniti          |
| 6  | Sofia D'Odorico     | S     | 6 gennaio 1997   | Italia               |
| 7  | Immacolata Sirressi | L     | 19 gennaio 1990  | Italia               |
| 8  | Maja Aleksić        | C     | 6 giugno 1997    | Serbia               |
| 9  | Valeria Papa        | S     | 9 settembre 1989 | Italia               |
| 10 | Melissa Martinelli  | C     | 23 marzo 1993    | Italia               |
| 11 | Giulia Mancini      | C     | 23 maggio 1998   | Italia               |
| 12 | Micha Hancock       | P     | 10 novembre 1992 | Stati Uniti          |
| 13 | Emma Barbero        | L     | 2 febbraio 2004  | Italia               |
| 14 | Beatrice Berti      | C     | 12 gennaio 1996  | Italia               |
| 15 | Tat'jana Košeleva   | S     | 23 dicembre 1988 | Russia               |
| 19 | Merete Lutz         | O     | 7 novembre 1994  | Stati Uniti          |
| 22 | Raquel Lázaro       | P     | 4 gennaio 2000   | Spagna               |

## Mercato
| Acquisti | Acquisti            | Acquisti              | Acquisti   |
| R.       | Nome                | da                    | Modalità   |
| -------- | ------------------- | --------------------- | ---------- |
| C        | Maja Aleksić        | Volero Le Cannet      | definitivo |
| L        | Emma Barbero        | Club Italia           | definitivo |
| C        | Beatrice Berti      | Trentino Rosa         | definitivo |
| P        | Giulia Carraro      | Volero Le Cannet      | definitivo |
| S        | Sofia D'Odorico     | AGIL                  | definitivo |
| O        | Andrea Drews        | -                     | definitivo |
| C        | Eleonora Furlan     | Imoco                 | definitivo |
| P        | Micha Hancock       | AGIL                  | definitivo |
| P        | Raquel Lázaro       | Louisville            | definitivo |
| O        | Merete Lutz         | Kurobe AquaFairies    | definitivo |
| C        | Melissa Martinelli  | Helvia Recina         | definitivo |
| S        | Valeria Papa        | Potsdam               | definitivo |
| O        | Vittoria Piani      | Trentino Rosa         | definitivo |
| L        | Immacolata Sirressi | Wealth Planet Perugia | definitivo |

| Cessioni | Cessioni           | Cessioni             | Cessioni   |
| R.       | Nome               | a                    | Modalità   |
| -------- | ------------------ | -------------------- | ---------- |
| P        | Kaisa Alanko       | Saint-Cloud Paris SF | definitivo |
| P        | Virginia Berasi    | -                    | ritirata   |
| O        | Ana Bjelica        | Târgoviște           | definitivo |
| C        | Alexandra Botezat  | Futura Giovani       | definitivo |
| P        | Giulia Carraro     | Olympiakos           | definitivo |
| L        | Giada Cecchetto    | Bergamo 1991         | definitivo |
| S        | Kenia Carcaces     | AGIL                 | definitivo |
| L        | Silvia Fiori       | Helvia Recina        | definitivo |
| O        | Merete Lutz        | -                    | svincolata |
| C        | Sinead Jack        | Eczacıbaşı           | definitivo |
| S        | Dayana Kosareva    | Firenze              | definitivo |
| C        | Melissa Martinelli | Sant'Anna            | definitivo |
| S        | Sonja Newcombe     | -                    | ritirata   |
| P        | Francesca Scola    | Casalmaggiore        | definitivo |
| C        | Viola Tonello      | Futura Giovani       | definitivo |

## Risultati

### Serie A1

#### Girone di andata
| 1ª giornata - 23 ottobre 2022 PalaCarneroli, Urbino                        | Megavolley      | 3 - 2 | Cuneo Granda          | 20-25, 23-25, 25-18, 25-23, 15-12 |
| 2ª giornata - 26 ottobre 2022 PalaWanny, Firenze                           | Savino Del Bene | 3 - 0 | Megavolley            | 25-18, 25-14, 25-16               |
| 3ª giornata - 30 ottobre 2022 PalaCarneroli, Urbino                        | Megavolley      | 0 - 3 | Imoco                 | 13-25, 18-25, 25-27               |
| 4ª giornata - 2 novembre 2022 Palazzetto dello Sport, Villafranca Piemonte | Pinerolo        | 1 - 3 | Megavolley            | 20-25, 25-19, 16-25, 22-25        |
| 5ª giornata - 6 novembre 2022 PalaCarneroli, Urbino                        | Megavolley      | 3 - 0 | UYBA                  | 25-18, 25-18, 25-21               |
| 6ª giornata - 12 novembre 2022 Arena di Monza, Monza                       | Pro Victoria    | 3 - 0 | Megavolley            | 25-19, 25-10, 25-18               |
| 7ª giornata - 16 novembre 2022 PalaCarneroli, Urbino                       | Megavolley      | 0 - 3 | Firenze               | 20-25, 25-27, 11-25               |
| 8ª giornata - 20 novembre 2022 Palazzetto dello sport, Bergamo             | Bergamo 1991    | 3 - 1 | Megavolley            | 20-25, 25-22, 25-21, 25-21        |
| 9ª giornata - 27 novembre 2022 PalaCarneroli, Urbino                       | Megavolley      | 2 - 3 | Casalmaggiore         | 25-20, 25-22, 24-26, 18-25, 12-15 |
| 10ª giornata - 4 dicembre 2022 PalaMaddalene, Chieri                       | Chieri '76      | 3 - 0 | Megavolley            | 25-21, 25-16, 25-20               |
| 11ª giornata - 11 dicembre 2022 PalaCarneroli, Urbino                      | Megavolley      | 3 - 0 | Wealth Planet Perugia | 25-20, 25-22, 25-16               |
| 12ª giornata - 17 dicembre 2022 PalaTerdoppio, Novara                      | AGIL            | 3 - 0 | Megavolley            | 25-16, 25-19, 25-18               |
| 13ª giornata - 26 dicembre 2022 PalaCarneroli, Urbino                      | Megavolley      | 3 - 0 | Helvia Recina         | 25-16, 25-21, 25-17               |

#### Girone di ritorno
| 14ª giornata - 8 gennaio 2023 PalaCastagnaretta, Cuneo        | Cuneo Granda          | 2 - 3 | Megavolley      | 21-25, 25-21, 17-25, 25-19, 7-15  |
| 15ª giornata - 15 gennaio 2023 PalaCarneroli, Urbino          | Megavolley            | 1 - 3 | Savino Del Bene | 25-21, 19-25, 18-25, 19-25        |
| 16ª giornata - 21 gennaio 2023 PalaVerde, Villorba            | Imoco                 | 3 - 1 | Megavolley      | 25-27, 25-18, 25-17, 25-20        |
| 17ª giornata - 5 febbraio 2023 PalaCarneroli, Urbino          | Megavolley            | 3 - 1 | Pinerolo        | 29-27, 15-25, 28-26, 25-16        |
| 18ª giornata - 12 febbraio 2023 PalaPiantanida, Busto Arsizio | UYBA                  | 3 - 0 | Megavolley      | 25-18, 27-25, 25-12               |
| 19ª giornata - 19 febbraio 2023 PalaCarneroli, Urbino         | Megavolley            | 1 - 3 | Pro Victoria    | 25-20, 15-25, 21-25, 22-25        |
| 20ª giornata - 25 febbraio 2023 PalaWanny, Firenze            | Firenze               | 2 - 3 | Megavolley      | 21-25, 23-25, 25-23, 25-22, 13-15 |
| 21ª giornata - 5 marzo 2023 PalaCarneroli, Urbino             | Megavolley            | 3 - 1 | Bergamo 1991    | 25-22, 25-11, 17-25, 25-12        |
| 22ª giornata - 12 marzo 2023 PalaRadi, Cremona                | Casalmaggiore         | 3 - 0 | Megavolley      | 25-18, 26-24, 25-21               |
| 23ª giornata - 18 marzo 2023 PalaCarneroli, Urbino            | Megavolley            | 1 - 3 | Chieri '76      | 25-15, 22-25, 18-25, 21-25        |
| 24ª giornata - 26 marzo 2023 PalaEvangelisti, Perugia         | Wealth Planet Perugia | 2 - 3 | Megavolley      | 27-25, 21-25, 23-25, 25-17, 13-15 |
| 25ª giornata - 1º aprile 2023 PalaCarneroli, Urbino           | Megavolley            | 1 - 3 | AGIL            | 25-16, 21-25, 20-25, 21-25        |
| 26ª giornata - 8 aprile 2023 PalaFontescodella, Macerata      | Helvia Recina         | 0 - 3 | Megavolley      | 22-25, 24-26, 17-25               |

#### Play-off Challenge Cup
| Primo turno (gara 1) - 15 aprile 2023 PalaCarneroli, Urbino                        | Megavolley | 3 - 1 | Pinerolo   | 27-25, 23-25, 25-12, 25-21 |
| Primo turno (gara 2) - 19 aprile 2023 Palazzetto dello Sport, Villafranca Piemonte | Pinerolo   | 3 - 1 | Megavolley | 25-20, 19-25, 25-23, 26-24 |
| Primo turno (gara 2) - 22 aprile 2023 PalaCarneroli, Urbino                        | Megavolley | 0 - 3 | Pinerolo   | 21-25, 20-25, 18-25        |

## Statistiche

### Statistiche di squadra
| Competizione | Punti | In casa | In casa | In casa | In trasferta | In trasferta | In trasferta | Totale | Totale | Totale |
| Competizione | Punti | G       | V       | P       | G            | V            | P            | G      | V      | P      |
| ------------ | ----- | ------- | ------- | ------- | ------------ | ------------ | ------------ | ------ | ------ | ------ |
| Serie A1     | 30    | 15      | 7       | 8       | 14           | 5            | 9            | 29     | 12     | 17     |
| Totale       | -     | 15      | 7       | 8       | 14           | 5            | 9            | 29     | 12     | 17     |

G = partite giocate; V = partite vinte; P = partite perse

### Statistiche dei giocatori
| Giocatore     | Serie A1 | Serie A1 | Serie A1 | Serie A1 | Serie A1 | Totale | Totale | Totale | Totale | Totale |
| Giocatore     | P        | PT       | AV       | MV       | BV       | P      | PT     | AV     | MV     | BV     |
| ------------- | -------- | -------- | -------- | -------- | -------- | ------ | ------ | ------ | ------ | ------ |
| M. Aleksić    | 29       | 245      | 154      | 79       | 12       | 29     | 245    | 154    | 79     | 12     |
| E. Barbero    | 26       | 2        | 0        | 0        | 2        | 26     | 2      | 0      | 0      | 2      |
| B. Berti      | 0        | 0        | 0        | 0        | 0        | 0      | 0      | 0      | 0      | 0      |
| G. Carraro    | 9        | 6        | 4        | 0        | 2        | 9      | 6      | 4      | 0      | 2      |
| S. D'Odorico  | 29       | 276      | 236      | 18       | 22       | 29     | 276    | 236    | 18     | 22     |
| A. Drews      | 16       | 271      | 250      | 10       | 11       | 16     | 271    | 250    | 10     | 11     |
| E. Furlan     | 6        | 3        | 2        | 1        | 0        | 6      | 3      | 2      | 1      | 0      |
| M. Hancock    | 27       | 106      | 62       | 22       | 22       | 27     | 106    | 62     | 22     | 22     |
| T. Košeleva   | 27       | 371      | 325      | 35       | 11       | 27     | 371    | 325    | 35     | 11     |
| R. Lázaro     | 8        | 1        | 0        | 0        | 1        | 8      | 1      | 0      | 0      | 1      |
| M. Lutz       | 11       | 32       | 28       | 4        | 0        | 11     | 32     | 28     | 4      | 0      |
| G. Mancini    | 29       | 193      | 109      | 72       | 12       | 29     | 193    | 109    | 72     | 12     |
| M. Martinelli | 4        | 2        | 0        | 0        | 2        | 4      | 2      | 0      | 0      | 2      |
| V. Papa       | 23       | 69       | 59       | 9        | 1        | 23     | 69     | 59     | 9      | 1      |
| V. Piani      | 24       | 153      | 134      | 14       | 5        | 24     | 153    | 134    | 14     | 5      |
| I. Sirressi   | 29       | 0        | 0        | 0        | 0        | 29     | 0      | 0      | 0      | 0      |

P = presenze; PT = punti totali; AV = attacchi vincenti; MV = muri vincenti; BV = battute vincenti